# Медзіхово (гміна)
Гміна Медзіхово (пол. Gmina Miedzichowo) — сільська гміна у північно-західній Польщі. Належить до Новотомиського повіту Великопольського воєводства.
Станом на 31 грудня 2011 у гміні проживало 3684 особи.

## Територія
Згідно з даними за 2007 рік площа гміни становила 208.51 км², у тому числі:
- орні землі: 23.00%
- ліси: 71.00%

Таким чином, площа гміни становить 20.61% площі повіту.

## Населення
Станом на 31 грудня 2011:
| Опис     | Загалом | Загалом | Чоловіки | Чоловіки | Жінки | Жінки |
| -------- | ------- | ------- | -------- | -------- | ----- | ----- |
| одиниця  | осіб    | %       | осіб     | %        | осіб  | %     |
| все      | 3684    | 100     | 1829     | 49.65    | 1855  | 50.35 |
| міське   | 0       | 100     | 0        |          | 0     |       |
| сільське | 3684    | 100     | 1829     | 49.65    | 1855  | 50.35 |

## Сусідні гміни
Гміна Медзіхово межує з такими гмінами: Збоншинь, Львувек, М'єндзихуд, Новий Томишль, Пщев, Тшцель.